# Warriors: Legends of Troy
Warriors: Legends of Troy, salió en Japón como Troya Musou (TROYA (トロイ) 無双, Toroi Musō?), es un videojuego para las consolas PlayStation 3 y Xbox 360. El juego fue desarrollado por Koei Canadá y publicado por Koei Tecmo. Mientras habiendo un título de Guerreros, este juego difiere de la serie de Dynasty Warriors, en cuanto presenta un nivel mayor de violencia gráfica; es el primer título en la franquicia en recibir un índice de M del ESRB. El juego tuvo una fecha de liberación planificada de Q4 2010 en todas las regiones pero estuvo retrocediendo hacia Q1 2011 después de un anuncio por parte de Koei durante el Tokyo Game Show del 2010.
El 25 de febrero de 2011, el logotipo para la Xbox 360 fue retirado del sitio web norteamericano, lo que condujo a rumores de que la versión de la consola del juego sería cancelado en América del Norte. Actualmente está exclusivamente listado para la PlayStation 3, con la versión de Xbox 360 planificada para diciembre del 2011, pero fue cancelado. En Japón y Europa, la versión para la Xbox 360 fue lanzada,  junto a la plataforma en PlayStation 3.[cita requerida]

## Modo de juego
El modo de juego esta fuertemente influenciado por la saga madre Dynasty Warriors. Utiliza el mismo estilo hack and slash, con varias modificaciones. El jugador controla a los personajes desde una perspectiva en tercera persona y le es necesario hacer frente a grandes cantidades de enemigos. El jugador es capaz de usar su escudo como arma y también lanzar armas como jabalinas y rocas, y es capaz de agarrar a otros soldados y usarlos como armas. La marca de ataque en serie llamada ''Musou'' fue reemplazado por "Furia", el cual aumenta los ataques del jugador en vez de tratar un encendido ataque especial. Los ataques "normal" y "carga" , también fueron reemplazados por tres tipos de ataques: ataque rápido, ataque concentrado, y ataque de aturdimiento.  A medida que el jugador mata enemigos, se le otorga Kleos, que es la moneda para el juego. Los Kleos pueden usarse para comprar objetos raros. La recolección de esta moneda durante el juego, es también la única forma del jugador para restaurar su salud, a diferencia de Dynasty Warriors, de la que no puede recuperarse en pleno combate. Como en Fist of the North Star: Ken's Rage,  presenta una mayor cantidad de sangre y vísceras que en las versiones anteriores de Dynasty Warriors.[cita requerida]
El juego presenta varios modos de juego. Su historia es similar a la del juego Dinasty Warriors 7, en qué  está dividido a dos historias importantes (para los griegos y los trojanos) que ofrece personajes predeterminados para jugarlo. Mientras el juego vuelve a contar los acontecimientos de la Guerra Troyana, también dramatiza ciertos aspectos de la historia. En el modo desafío, ofrece tres retos: Arena (derrotando olas continuas de enemigos), Rampage (recoger la mayor cantidad de Kleos sin ser golpeado), y Bloodlust (recogiendo Kleos mientras tu salud se degrada poco a poco). El juego incluye modo en línea y juego competitivo para hasta cuatro personas.[cita requerida]
El juego presenta personajes jugables quiénes participan en la Guerra de Troya, ambos en el lado de los griegos y el trojanos. El lado de los griegos son: Aquiles, Áyax, Odiseo, y Patrokclos, mientras en el lado de los trojanos están: Eneas, Héctor, Paris, y Pentesilea, formando un total de ocho personajes. También hay personaje no jugablese que participa en el combate, como Agamenón, Hipólitae, Menelao, y Príamo, así como aquellos que no lo hacen, como Andrómaca, Helenan, Casandra, y Poseidon.[cita requerida]

## Desarrollo
Los desarrolladores de juegos realizaron expediciones a sitios arqueológicos en Grecia y Turquía. Las ubicaciones del juego son paisajes reales, en donde se cree que fue el lugar donde Troya estaba asentada.